# Czaszka z Connemary
Czaszka z Connemary (ang. A Skull in Connemara) – dramat autorstwa Martina McDonagh, druga część tzw. "Trylogii Leenane". Sztuka po raz pierwszy została wystawiona 4 czerwca 1997 w Royal Court Theatre w Londynie.

## Streszczenie
Raz do roku Mick Dowd zatrudniany jest przy wykopywaniu kości z niektórych części miejscowego cmentarza w celu zrobienia miejsca dla nowych "przybyszów". Pechowo tego roku wśród grobów przeznaczonych do usunięcia znajduje się miejsce pochówku żony Micka. Im bliżej do tego zadania, tym więcej zaczyna powracać plotek na temat udziału Micka w nagłej śmierci żony przed siedmioma laty.
W dniu, kiedy Mick wykopuje szczątki żony, Thomas Hanlon, miejski policjant, towarzyszy mu, aby zbadać czaszkę i poznać prawdę na temat śmierci kobiety. Po wielogodzinnym kopaniu i otwarciu trumny okazuje się jednak, że zwłoki zniknęły.
Mick i brat Thomasa, Mairtin Hanlon, zdumieni odkryciem wracają do domu by się napić. Z pijackich uwag Mairtina Mick wyciąga wniosek, że mężczyzna brał udział w rabunku grobu i sugeruje wspólną przejażdżkę. Wychodząc z domu zabiera młotek. 
Mick jest sam, kiedy pojawia się Thomas z czaszką jego żony. W kości widoczny jest ślad uderzenia młotkiem. Pojawia się Mairtin, zataczając się, z raną w głowie odniesioną, jak sądzi, w wypadku samochodowym.
Bełkocze do Micka, że to Thomas wykradł czaszkę i sam zrobił w niej ślad rany. 
W ostatnich fragmentach sztuki, kiedy Mick wpatruje się w czaszkę żony, staje się oczywiste, że nikt poza Mickiem nie wie, i nigdy się nie dowie, w jaki sposób zginęła jego żona.

### Polskie tłumaczenie
Na język polski sztukę tłumaczyła Klaudyna Rozhin. Tłumaczenie to wydano w 2002 roku wraz z dwiema pozostałymi częściami "Trylogii Leenane": Królową piękności z Leenane oraz Samotnym zachodem.